# Melanococcus albizziae
Melanococcus albizziae är en insektsart som först beskrevs av William Miles Maskell 1892.  Melanococcus albizziae ingår i släktet Melanococcus och familjen ullsköldlöss. Inga underarter finns listade i Catalogue of Life.